# NGC 4723
NGC 4723 ist eine Spiralgalaxie vom Hubble-Typ Sm im Sternbild Rabe, die etwa 53 Millionen Lichtjahre von der Milchstraße entfernt ist.
Sie wurde im Jahr 1882 von Ernst Wilhelm Leberecht Tempel entdeckt.